# بلاسم الياسين
الشيخ أو الأمير بلاسم محمد الياسين المياحي هو من زعماء قبيلة المياح من ربيعة في مدينة الحي في محافظة واسط.
ولد سنة 1895، وتوفي سنة 1966.
حدث نزاع بين أخويه عبد المحسن الياسين وهو شيخ القبيلة وعبد الله الياسين، فقتل عبد الله أخاه عبد المحسن في 14 أيلول 1920، فاستعان بلاسم الياسين بالإنجليز عليه، فقصف الإنجليز حصن عبد الله الياسين في 22 أيلول 1920، فهرب وتسلم بلاسم المشيخة، لكن عبد الله استعاد رئاسة القبيلة بعد ذلك.
كان بلاسم الياسين نائبًا في الدورة العاشرة من مجلس النواب العراقي لكنه استقال لاحقًا.
أما أخاه عبد الله الياسين فقد انتخب نائبًا في المجلس التأسيسي للمملكة العراقية سنة 1924، ثم انتخب نائبًا عن لواء الكوت في مجلس النواب العراقي في دورته الأولى وبقي نائبًا في جميع الدورات حتى نهاية الدورة السادسة عشر وسقوط الحكم الملكي في العراق في 14 تموز 1958 باستثناء الدورة الخامسة (1934-1935)، وكذلك لم يشغل المقعد النيابي في الدورة العاشرة منذ بداية الدورة لكنه حل محل صلاح بابان الذي استقال، فشغل المنصب في تشرين الثاني 1944.